# Vranjak Žumberački
Vranjak Žumberački – wieś w Chorwacji, w żupanii zagrzebskiej, w gminie Krašić. W 2011 roku liczyła 3 mieszkańców.